# Бохонюк Віталій Григорович
Віта́́лій Григо́рович Бохоню́к (нар. 10 березня 1976 — 24 березня 2015) — солдат Збройних сил України.

## Життєвий шлях
Навчався у луцькій ЗОШ № 17, закінчив луцьке ВПТУ № 2, здобув спеціальність молодшого спеціаліста будівельника-технолога. Працював будівельником — на Луцькому підшипниковому заводі термістом, згодом — ковалем в приватному підприємстві.
22 серпня 2014-го мобілізований до лав ЗСУ, брав участь у бойових діях.
Повернувся додому під час ротації для проходження лікування. 24 березня 2015 року помер від ішемічної хвороби серця.
Без Віталія лишились мама, брат, сестра, дружина Огнєва Ольга Віталіївна, донька Діана 2004 р.н.

## Вшанування
- Почесний громадянин Луцького району (посмертно)